# Bad Day (canção de Daniel Powter)
"Bad Day" é uma canção do artista musical canadense Daniel Powter contida em seu segundo álbum de estúdio Daniel Powter (2005). Foi lançada como primeiro single do disco em janeiro de 2005. A faixa alcançou o topo das tabelas dos Estados Unidos e da Irlanda, listando-se também entre as dez primeiras no Canadá, na Oceania e na Europa.
Faz parte da trilha sonora de Malhação 2005.

## Desempenho nas tabelas musicais

### Posições
| Tabela musical (2005-06)                                      | Melhor posição |
| ------------------------------------------------------------- | -------------- |
| Alemanha - Media Control Charts                               | 17             |
| Austrália - ARIA Charts                                       | 3              |
| Áustria - Ö3 Austria Top 40                                   | 13             |
| Bélgica (Flandres) - Ultratop 50                              | 5              |
| Bélgica (Valônia) - Ultratop 40                               | 7              |
| Canadá - Canadian Hot 100                                     | 7              |
| Dinamarca - Tracklisten                                       | 5              |
| Estados Unidos - Billboard Hot 100                            | 1              |
| Estados Unidos - Pop Songs                                    | 1              |
| França - Syndicat National de l'Édition Phonographique        | 3              |
| Irlanda - Irish Recorded Music Association                    | 1              |
| Itália - Federazione Industria Musicale Italiana              | 3              |
| Noruega - VG-lista                                            | 7              |
| Nova Zelândia - Recording Industry Association of New Zealand | 7              |
| Países Baixos - Mega Single Top 100                           | 6              |
| Reino Unido - UK Singles Chart                                | 2              |
| Suécia - Sverigetopplistan                                    | 8              |
| Suíça - Schweizer Hitparade                                   | 5              |

### Certificações
| País                  | Certificação |
| --------------------- | ------------ |
| Alemanha - BVMI       | Ouro         |
| Austrália - ARIA      | Platina      |
| Canadá - Music Canada | 2x× Platina  |
| Estados Unidos - RIAA | 3x× Platina  |
| França - SNEP         | Prata        |

### Tabelas de fim-de-ano
| Tabela musical (2006)                                  | Posição |
| ------------------------------------------------------ | ------- |
| Austrália - ARIA Charts                                | 18      |
| Áustria - Ö3 Austria Top 40                            | 40      |
| Bélgica (Flandres) - Ultratop 50                       | 23      |
| Bélgica (Valônia) - Ultratop 40                        | 36      |
| Estados Unidos - Billboard Hot 100                     | 1       |
| França - Syndicat National de l'Édition Phonographique | 46      |
| Irlanda - Irish Recorded Music Association             | 9       |
| Países Baixos - Mega Single Top 100                    | 6       |
| Reino Unido - UK Singles Chart                         | 11      |
| Suíça - Schweizer Hitparade                            | 32      |